# Pseudanthias hiva
Pseudanthias hiva es una especie de peces de la familia Serranidae en el orden de los Perciformes.

## Morfología
• Los machos pueden llegar alcanzar los 10 cm de longitud total y las hembras 6.
- Número de  vértebras: 26.[2]

## Hábitat
Es un pez  de mar de clima tropical y asociado a los  arrecifes de coral que vive entre 10-34 m de profundidad.

## Distribución geográfica
Se encuentran en las Islas Marquesas.